# كلان (إيوان)
كلان (بالفارسية: کلان) هي قرية تقع في قسم كلان الريفي (مقاطعة إيوان) في إيران. يقدر عدد سكانها بـ 532 نسمة بحسب إحصاء 2016.